# Hanley Ramírez
Hanley Ramírez (Samaná, 23 dicembre 1983) è un giocatore di baseball dominicano con cittadinanza statunitense di ruolo prima base, free agent dal 22 aprile 2019.
Nell'aprile 2019, Ramírez ha ottenuto la cittadinanza statunitense.

## Carriera
Ramírez firmò un contratto da free agent internazionale nel luglio del 2000 con i Boston Red Sox.
Debuttò nella MLB il 20 settembre 2005, al Tropicana Field di St. Petersburg contro i Tampa Bay Devil Rays. Al termine della stagione 2005 i Red Sox scambiarono Ramírez, Aníbal Sánchez, Jesús Delgado e Harvey García con i Florida Marlins, in cambio di Josh Beckett, Mike Lowell e Guillermo Mota.
Terminata la stagione 2006 fu nominato Rookie of the Year della National League. Nel 2008 Ramírez fu convocato la prima volta per l'All-Star Game e al termine della stagione vinse il suo primo Silver Slugger Award. Nel 2009 replicò gli obiettivi della stagione precedente e in più vinse il premio come miglior battitore della National League. Venne convocato nuovamente nel 2010 per l'All-Star Game.
Il 25 luglio 2012, Ramírez fu scambiato, assieme a Randy Choate, con i Los Angeles Dodgers; in cambio di Nathan Eovaldi e il lanciatore di Minor League Scott McGough. Divenuto free agent il 30 ottobre 2014, Ramírez firmò un contratto quadriennale con i Boston Red Sox dal valore di 88 milioni di dollari, con un'opzione di 22 milioni per il quinto anno. Il 25 maggio 2018 Ramírez fu designato per la riassegnazione dai Red Sox, e successivamente svincolato dalla squadra il 30 maggio.
Il 26 febbraio 2019, Ramírez ha firmato con i Cleveland Indians, un contratto di minor league con invito allo spring training. Dopo aver giocato in 15 partite di major league, sempre come battitore designato, il 20 aprile Ramírez è stato designato per la riassegnazione dagli Indians. Il 22 aprile è diventato free agent.

## Nazionale
Con la nazionale di baseball della Repubblica Dominicana ha disputato il World Baseball Classic 2009 e il World Baseball Classic 2013, quest'ultima edizione, vinta dai dominicani, gli ha valso la medaglia d'oro.

## Riconoscimenti

### Individuale
- Rookie dell'anno della National League - 2006
- MLB All-Star: 3

2008–2010
- Silver Slugger Award: 2

2008, 2009
- Miglior battitore della National League: 1

2009
- Club 30–30 - 2008
- Giocatore del mese della NL: 1

(giugno 2008)
- Giocatore della settimana della NL: 4

(8 luglio 2007, 28 giugno 2009, 24 luglio 2016, 18 settembre 2016)

### Nazionale
- World Baseball Classic:  Medaglia d'Oro

Team R. Dominicana: 2013